# Grinau
Grinau ist eine Gemeinde im Kreis Herzogtum Lauenburg in Schleswig-Holstein südlich von Lübeck. Die Gemeinde hat keine weiteren Ortsteile.

## Geschichte
Im Jahre 1163 unter Heinrich dem Löwen erschien erstmals der Name des Baches „agues Grinave“, der dem Ort seinen Namen gab. Vor 1227 (Schlacht bei Bornhöved) hatten Slawen-Obotriten das Ortsgebiet bevölkert, und ein „Grin“ (Grin-au) war Herrscher über das Gebiet südlich der Trave.
Grinau war zunächst ein Dorf, wurde dann ein adliges Gut ohne Herrensitz und stand bis 1873 unter wechselnder Herrschaft.
Die Verkoppelung des 18. Jahrhunderts brachte den acht Hufen je zehn Koppeln sowie eine klare Grenze zwischen dem Herzogtum Lauenburg und Holstein. Erst nach Aufhebung der Leibeigenschaft 1873 konnte Grinau seine Freiheit wiedererlangen und ist seitdem wieder ein Dorf.

## Politik

### Gemeindevertretung
Bei der Kommunalwahl 2023 errang die Allgemeine Freie Wählergemeinschaft Grinau erneut alle neun Sitze in der Gemeindevertretung. Die Wahlbeteiligung betrug 51,5 Prozent.

### Wappen
Blasonierung: „In Grün ein schräglinker goldener Wellenbalken zwischen einem goldenen Pfeileisen mit der Spitze zum rechten Obereck oben und einer aus sieben Ähren bestehenden goldenen Garbe.“